# Лазар Причкапов
Лазар Димитров Причкапов е български политик от БКП.

## Биография
Роден е на 29 февруари 1940 г. в град Белица. Член е на БКП от 1961 г. През 1965 г. завършва българска филология в Софийския университет, а впоследствие и обществени науки в Москва. В университета е секретар на факултетното бюро на ДКМС и член на Осми районен комитет на ДКМС. След това е заместник-завеждащ отдел, секретар и първи секретар на Окръжния комитет на Комсомола и кандидат-член на ЦК на ДКМС. От 1971 до 1974 г. и през 1976 г. е заместник-председател на Изпълнителния комитет на Окръжния народен съвет в Благоевград. Впоследствие е председател на Изпълнителния комитет на Окръжния народен съвет. От 1981 до 1983 г. е последователно заместник-завеждащ отдел „Организационен“ и завеждащ отдел „Пропаганда и агитация“ при ЦК на БКП. От 1983 г. е първи секретар на Окръжния комитет на БКП в Благоевград. През 1988 г. е първи секретар на областната партийна организация в София. Член е на ЦК на БКП от 1981 до 1989 г. Член е на Националния съвет на ОФ. По време на свалянето на Тодор Живков се обявява срещу това и е изключен от БКП. Кмет е на Благоевград от 2002 до 2007 година.
През 2003 година е награден с медал „100 години Илинденско-Преображенско въстание“.